# Skrzydlewo (Białoruś)
Skrzydlewo (biał. Скрыдлева, Skrydlewa; ros. Скрыдлево, Skrydlewo) – wieś na Białorusi, w obwodzie grodzieńskim, w rejonie nowogródzkim, w sielsowiecie Koszelewo. W 2019 roku liczyła 34 mieszkańców.